# Teodor Llorente Monleón
Teodor Llorente Monleón (València, 1905 - 1936) fou un advocat i periodista valencià, fill de Teodor Llorente Falcó i net de Teodor Llorente Olivares. Llicenciat en dret a la Universitat de València, fou consultor de al Cambra Oficial Agrícola de València, del Banc d'Aragó i del diari Las Provincias. Ideològicament era monàrquic i catòlic força conservador, s'afilià primer a Renovación Española i després a Comunión Tradicionalista.
Fortament hostil a la República, participà en la conspiració de juliol de 1936 a València, però en fracassar fou detingut i aparegué assassinat l'agost de 1936. El 1941 el seu pare va publicar el recull dels seus articles Piadosa Evocación.